# わたなべめぐみ
わたなべ めぐみ（渡邉徳）は、児童文学作家。埼玉県川越市出身。代表作に「よわむしおばけ」シリーズがある。

## 来歴
文京保母・保育専門学校（現文京学院大学）在学中に、寺村輝夫に師事して童話の執筆を始める。1978年『よわむしおばけ』でデビュー。保育士として保育所に勤務した後、現在は非常勤講師として、文京学院大学・千葉経済大学短期大学部で教鞭をとる。また、幼児の劇あそび脚本や保育者向け実用書も多数執筆している。

## 作品リスト

### よわむしおばけシリーズ
よわむしおばけのコールタールを主人公としたストーリー。NHK連続テレビアニメ作品『おばけのホーリー』の原作として知られている。また、テレビアニメ放送以降は「おばけのホーリー」の名を冠した知育本なども手掛けている。
- よわむしおばけ（1978年6月）
- よわむしおばけとサンタクロース（1990年10月）
- よわむしおばけのたんじょうび（1990年10月）
- てじなでどっきりおおさわぎ（1991年5月）
- なぞのおばけカレー（1991年5月）
- ひみつのおばけやしき（1991年10月）
- びっくりだいサーカス（1994年4月）
- あやしいまほうつかい（1994年5月）
- よわむしおばけのカレーライス（1998年5月）
「てじなでどっきりおおさわぎ」「なぞのおばけカレー」「ひみつのおばけやしき」の3話が収録されている。
- よわむしおばけとまほうつかい（1999年7月）
「びっくりだいサーカス」「あやしいまほうつかい」「ドキドキだいへんしん」の3話が収録されている。「ドキドキだいへんしん」のみ書き下ろし。
- よわむしおばけのたんじょうび（2004年2月）
「コールタールのたんじょうび」「コールタールとめざまし時計」「コールタールと雨ふり」「うらめし山は、だれのもの」の4話を収録。

### ヤマガタはかせの昆虫事件簿
- ふきげんなダンゴムシ（2007年2月）
- カマキリのかんちがい（2007年3月）
- チョウのおんがえし（2007年4月）
- うぬぼれやのゾウムシ（2007年4月）

### かわうそグメルシリーズ
- かわうそグメルのレストラン（1985年12月）
- かわうそグメルとかいぞく船（1988年8月）